# Vicq-sur-Breuilh
Vicq-sur-Breuilh – miejscowość i gmina we Francji, w regionie Nowa Akwitania, w departamencie Haute-Vienne.
Według danych na rok 1990 gminę zamieszkiwały 1033 osoby, a gęstość zaludnienia wynosiła 20 osób/km² (wśród 747 gmin Limousin Vicq-sur-Breuilh plasuje się na 124. miejscu pod względem liczby ludności, natomiast pod względem powierzchni na miejscu 29.).

## Populacja

Populacja Vicq-sur-Breuilh w latach 1962–2008